# Liste der Monuments historiques in Biencourt-sur-Orge
Die Liste der Monuments historiques in Biencourt-sur-Orge… führt die Monuments historiques in der französischen Gemeinde Biencourt-sur-Orge auf.

## Liste der Objekte
| Bezeichnung                   | Beschreibung | Standort                                  | Kennzeichnung | Schutzstatus | Datum | Bild |
| ----------------------------- | --- | ----------------------------------------- | ------------- | ------------ | ----- | ---- |
| Kelch                         | Silber, vergoldet, Mitte des 18. Jahrhunderts                                                                       | in der Kirche St-Pierre-et-St-Paul (Lage) | PM55000122    | Classé       | 1988  |      |
| Behälter für die heiligen Öle | Silber, 1817; im Centre départemental d’art sacré in Saint-Mihiel deponiert                                         | in der Kirche St-Pierre-et-St-Paul (Lage) | PM55001590    | Inscrit      | 1992  |      |
| Weihrauchfass (1)             | Messing, versilbert, 16. oder 17. Jahrhundert; im Centre départemental d’art sacré in Saint-Mihiel deponiert        | in der Kirche St-Pierre-et-St-Paul (Lage) | PM55001592    | Inscrit      | 1992  |      |
| Weihrauchschiffchen           | Messing, versilbert, 18. Jahrhundert; im Centre départemental d’art sacré in Saint-Mihiel deponiert                 | in der Kirche St-Pierre-et-St-Paul (Lage) | PM55001594    | Inscrit      | 1992  |      |
| Sieben Leuchter               | Zinn, um 1800; im Centre départemental d’art sacré in Saint-Mihiel deponiert                                        | in der Kirche St-Pierre-et-St-Paul (Lage) | PM55001591    | Inscrit      | 1992  |      |
| Weihrauchfass (2)             | Messing, versilbert, 19. Jahrhundert                                                                                | in der Kirche St-Pierre-et-St-Paul (Lage) | PM55001593    | Inscrit      | 1992  |      |
| Tablett mit zwei Kännchen     | Silber, vergoldet, erste Hälfte des 19. Jahrhunderts; im Centre départemental d’art sacré in Saint-Mihiel deponiert | in der Kirche St-Pierre-et-St-Paul (Lage) | PM55001595    | Inscrit      | 1992  |      |